# Superstrada S16
La superstrada S16 è una superstrada polacca che attraversa il Paese da ovest a est, da Grudziądz a Ełk.